# Королевские вооружённые силы Лаоса
Королевские вооруженные силы Лаоса (фр. Forces Armées du Royaume, FAR), чаще упоминается французский акроним ФАР — вооруженные силы Королевства Лаос, существовавшие в период с 1949 по 1975 год. После обретения в 1953 году страной независимости от Франции выполняли роль регулярных вооруженных сил.
С отменой в 1975 году монархии и провозглашением Лаосской Народно-Демократической Республики были распущены, а оставшиеся части преобразованы в Народные вооружённые силы Лаоса.